# Francesco Casaretti
Francesco Casaretti (* 29. Oktober 1939) ist ein italienischer Autor und Regisseur.

## Leben
Casaretti, der zu Beginn der 1960er Jahre als Schauspieler aktiv war, trat 1969 mit dem gegen die Konventionen geschriebenen und inszenierten Film Eat it! (Mangiola!) in Erscheinung, in dem Paolo Villaggio seine erste Filmrolle spielte. Vier Jahre später erschien der Dokumentarfilm Kuala Lumpur. Nach einem langen Aufenthalt in China widmete sich Casaretti der Verbreitung des Daoismus und veröffentlichte mehrere Bücher dazu.

## Filmografie
- 1969: Eat it! (Mangalo!)
- 1973: Kuala Lumpur (Dokumentarfilm)

## Bücher (Auswahl)
- 1995: Perché l'Oriente. Mailand. ISBN 8820020467.
- 2008: Tao e tantra. L'antica magia dell'eros. Mondadori, ISBN 978-8804581048